# مارتا هاگز کانن
مارتا هاگز کانن (انگلیسی: Martha Hughes Cannon; ۱ ژوئیهٔ ۱۸۵۷ – ۱۰ ژوئیهٔ ۱۹۳۲) یک قدیس مسیحی و سیاست‌مدار اهل ایالات متحده آمریکا بود.